# アデーレ (小惑星)
アデーレ (812 Adele) は、小惑星帯に位置するエウノミア族のS型小惑星である。ロシアの天文学者セルゲイ・イワノヴィチ・ベリャフスキーがクリミア半島のシメイズ観測所（後のクリミア天体物理天文台）で発見した。
ヨハン・シュトラウス2世が1874年に作曲したオペレッタ『こうもり』の登場人物、アデーレにちなんで命名された。